# Цитрусовий червоний 2
Цитрусовий червоний 2 (англ. Citrus Red 2) — синтетичний харчовий барвник, зареєстрований як харчовий додаток E121.
Темно-червоний барвник, схвалений в США тільки для використання для додаткового забарвлення шкірки апельсинів.
В Україні барвника немає в переліку дозволених харчових добавок.